# 앵그리버드 툰즈
《앵그리버드 툰즈》는 앵그리버드를 원작으로 하는 애니메이션이다. 2013년 3월 16일, 재능TV를 포함한 전 세계에서 첫 방영되었다. 2016년 5월 13일까지, 시즌 3 기준으로 총 104회까지 제작 및 방영이 완료되었다.
현재 브라보키즈에서 2019년 11월 21일부터 앵그리버드 툰즈 시즌1 - 시즌3까지 방영될 예정이며, 툰즈 종료 후, 국내 최초 앵그리버드 블루스가 방영된다